# Солець (Стебник)
Соле́ць — село в Дрогобицькому районі Львівської області. Тепер частина (офіційно — мікрорайон) міста Стебник. Перша письмова згадка датується XV ст.

## Історія
В урочищі «Річки», на межі Дрогобича і Сільця у 1975 р. знайдено кераміку 12-13 ст. та залишки горнів залізорудного виробництва.
У XVII ст. займало 10 ланів, з яких осілих було 3
Згідно з люстраціями село, будучи в складі Дрогобицького староства, обирало тівуна (1765). Солець був давнім центром добування солі. В першій половині 18 століття тут було споруджено дві вежі -„панви“ за допомогою яких видобувалася сіль. В 1753 р родовище давало 30 бочок з панви за тиждень. Протягом тижня сіль випарювали близько 15 разів. Окремо в дрогобицьке староство поставлялося 3947 бочок в рік.А в 1788 р. Солецька Жупа поставила до «Скарбу» (в Дрогобицьке староство) 11 930 скарбових бочок — другий показник серед соляних родовищ, після самої Дрогобицької Жупи.

Лист-артефакт 1567 року. Позов возного з Дрогобича Альберта до Перемишлянського міського суду у справі зловживань на солепромислах Модричі, Трускавець, Солець. Музей нафти у Бориславі.

В часи середновіччя y Польщі на землях Галицького князівства були шахти королівські у Тураві Сольні, Старій Солі, Ясениці, Модричах, Стебнику, Сільці, Трускавці, Калуші i Солотвині, які працювали з римських часів.
Початок польського правління ознаменувався збиранням контрибуції «підслудчиками» з Сільця − 50 тис. 
У Сільці двадцять років з невеликими перервами жила і вчителювала поетеса Франкової школи Уляна Кравченко (справжні ім’я та прізвище – Юлія Юліївна Шнайдер (1860 – 1947)).
У міжвоєнний період в селі існувала філія товариства Просвіта. Голова – Стах Главач та інж. Микола Главач.
1 серпня 1934 р. було створено ґміну Стебник в дрогобицькому повіті. До неї увійшли сільські громади: Стебника, Доброгостова, Гассендорфа (Gassendorf), Колпця, Орова, Сільця, Станилі та Уличного. Кредитовий кооператив у селі на 31.01.1938 р. мав 4.1 тис. злотих.
Станом на 01.01.1939 р. в селі проживало 1670 українців, 10 німців.